# Dargamero
Dargamero (em grego medieval: Δαργαμηρός/Δαργαμήρου; romaniz.: Dargamerós/Dargamerou), também conhecido como Darmero (Δαρμηροῦ, Darmerou) ou Dragomiro, foi um oficial búlgaro do século IX, ativo durante o reinado do cã Crum (r. 803–814). 

## Vida
Ele aparece em 812/813, quando serviu numa embaixada de Crum ao imperador Miguel I Rangabe (r. 811–813). Segundo Teófanes, o Confessor, quando estava na Mesembria em setembro ou início do outubro de 812, Crum enviou-o aos gregos para oferecer a paz.